# 페블 비치 자동차 전시회

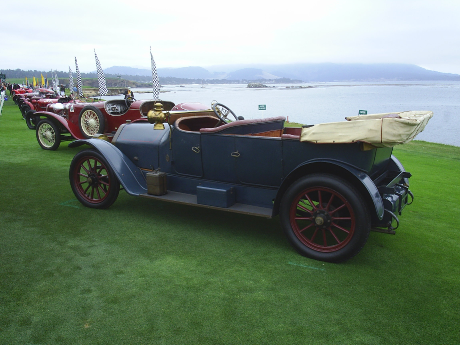

페블 비치 자동차 전시회 또는 페블 비치 콩쿠르 드 엘레강스(Pebble Beach Concours d'Elegance)는 캘리포니아주 페블비치 골프장에서 열리는 자선 자동차 전시회이다. 이러한 종류의 가장 권위있는 이벤트로 여겨진다. 몬테레이 지역에서 매년 열리는 클래식카 행사이며,
"콩쿠르 드 엘레강스 (프랑스어, 말 그대로 "우아함의 경쟁")" 세계대전 전과 이후의 수집된 차량들이 유명함, 기능성, 역사성, 스타일로 평가받는 재미있는 행사이다. 클래스는 일반적으로 타입, 제조업체, 코치 빌더, 원산지 또는 시간으로 분류 된다.
심사 위원은 이벤트의 각 클래스에 대한 첫 번째, - 제 2, 제 3의 장소 피니셔를 선택하고, 심사 위원은 첫 번째 장소 승자의 그룹에서 하나의 자동차에 대해 "베스트 오브 쇼"를 부여한다.
또한 자동차 산업과 모터 스포츠 수상과 관계없이 뛰어난 자동차를 평가하고 또한 특정 자동차 산업의 인물을 기리기 위해 특별한 보상을 한다.(주관적인 상 에 상당한 기여를 하는 명예 심사 위원 - 개인의 그룹. 약 15,000 명의 관객이 이벤트에 참가한다.)
경쟁 차의 대부분은 수십만 달러부터 수백만 달러에 있다. 이러한 이유로, 그 놀라운 세팅과 편의 시설과 제공하기 때문에, 페블 비치 콩쿠르는 세계 최고의 콩쿠르로 간주된다. 그리고 빈티지 자동차 경주를 포함하여 일주일에 걸쳐 50 개 이상의 관련 이벤트의 중심으로 진행된다. 경주는 롤렉스 몬테레이 모터 리유니언 인근에서 실시되며 클래식 자동차 경매까지 이어진다.
하지만 클래식 자동차 구입, 복원 및 유지하는 극단적인 비용 때문에, 페블 비치 콩쿠르는 때때로 매우 부유한 전용 애호가 그 개인과 기업의 영역으로 인식되고 있다.

## 수익 기부
페블 비치 콩쿠르 드 엘레강스의 수익은 56년동안 몬테레이 카운티의 유나이티드 웨이와 페블 비치 컴퍼니 재단을 지원하는데 쓰여왔다.
또한 다른 지역 및 국가 기관을 지원한다. 2010년 행사는 100 만 달러 이상을 모았고, 콩쿠르가 수년 동안 자선 단체에 기부한 금액은 1400만달러 이상이다.